# Acanthogyrus (Acanthosentis) anguillae
Acanthogyrus (Acanthosentis) anguillae is een soort haakworm uit het geslacht Acanthogyrus. De worm behoort tot de familie Quadrigyridae. Acanthogyrus (Acanthosentis) anguillae werd in 1981 beschreven door Wang.